# 白寨镇
白寨镇，是中华人民共和国河南省郑州市新密市下辖的一个乡镇级行政单位。

## 行政区划
白寨镇下辖以下地区：
白寨村、韦沟村、堂沟村、史沟村、光武陈村、周家寨村、油坊庄村、杨树岗村、良水寨村、翟沟村、王寨河村、牌坊沟村、张楼沟村、黑峪沟村、三岔口村、寨沟村、山白村、皇帝岭村、西腰村、刘堂村、高庙村、柳沟村和北东岗村。